# NGC 3937
NGC 3937 ist ein linsenförmige Galaxie vom Hubble-Typ E-S0 im Sternbild Löwe auf der Ekliptik, die schätzungsweise 296 Millionen Lichtjahre von der Milchstraße entfernt ist. 
Die Galaxie wurde am 27. April 1785 von dem deutsch-britischen Astronomen Wilhelm Herschel mit seinem 18,7-Zoll-Spiegelteleskop entdeckt.